# Ernst Reichard

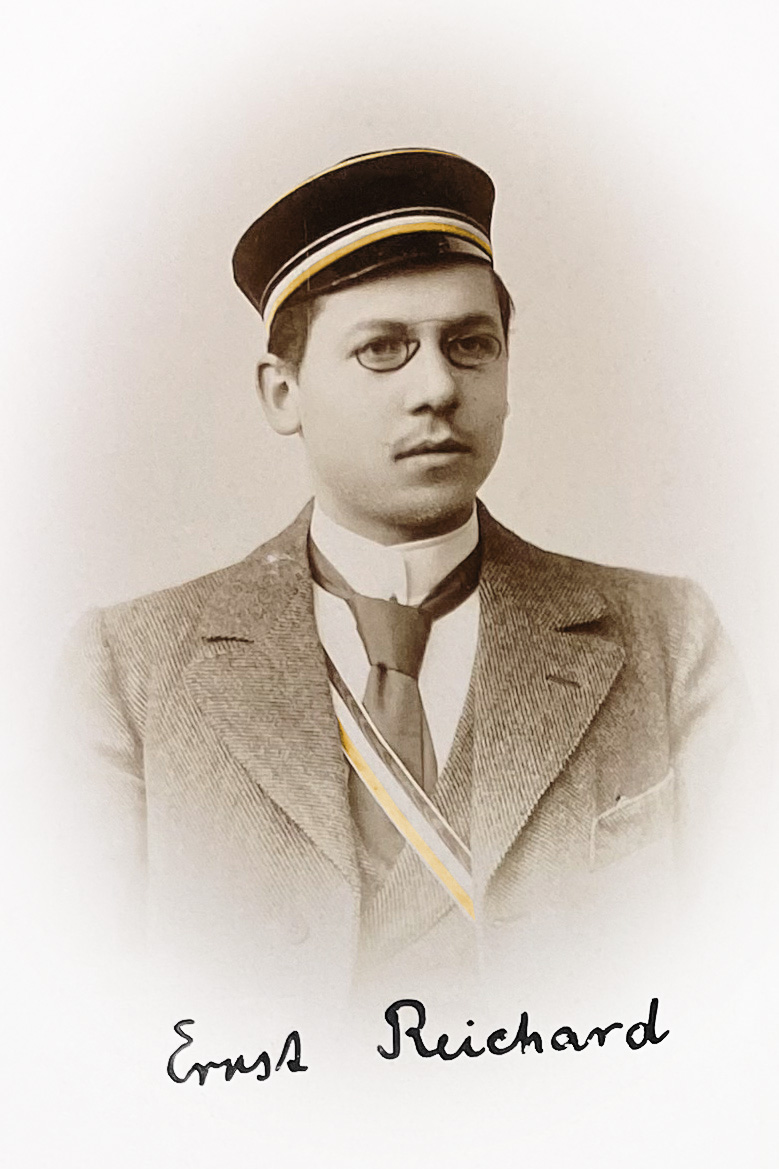
Ernst Reichard als Student

Ernst Reichard (* 1. Juni 1876 in Feuchtwangen; † 1956) war ein deutscher Jurist und Verwaltungsbeamter.

## Leben
Reichards Vater war der Kirchenrat und Dekan Gustav Reichard (1835–1909). Sein Bruder war der Theologe Wilhelm Reichard. Ab 1894 studierte Ernst Reichard zunächst in Greifswald, dann in Erlangen Jura, wo er jeweils dem Wingolf beitrat. Der aus Bayern stammende Jurist war bis 1918 erst als Regierungsassessor, dann als Regierungsrat und Geheimer Regierungsrat in der Verwaltung des Reichslandes Elsaß-Lothringens tätig, dann ab 1919 als Vortragender Rat und Ministerialrat im Reichsfinanzministerium. Ab 1931 war er Stellvertreter des Reichskommissars für die Osthilfe und damit zugleich Ministerialdirektor im Reichsministerium für Ernährung und Landwirtschaft. Von 1933 bis 1939 war er Präsident des Werberates der deutschen Wirtschaft. Um 1941 war er Vorsitzender des Aufsichtsrates der Südosteuropa Handelsgesellschaft AG Berlin. Bei Kriegsende übte er kurzfristig das Amt des Regierungspräsidenten des Regierungsbezirks Oberfranken und Mittelfranken in Bayern aus.

## Werke
- Umsatzsteuergesetz vom 26. Juli 1918 nebst den Ausführungsbestimmungen des Reichs und Elsass-Lothringens (1918)
- Reichskassenordnung (1927, mehrere Auflagen)
- Wirtschaftsbestimmungen für die Reichsbehörden (1929, mehrere Auflagen)
- Durch Gesundung der Werbung zur Gesundung der Weltwirtschaft (1935)